# 阿道夫·越飛
阿道夫·阿布拉莫维奇·越飛（羅馬化：Adolf Abramovich Ioffe；1883年10月10日—1927年11月16日），俄國革命家、老布爾什維克、蘇聯外交官，曾任蘇聯特使與中國國民黨創黨領袖孫中山會談。

## 生平

### 求學時熱衷政治
阿道夫出生於俄羅斯辛菲羅波爾一個家境富裕的卡拉伊姆人家庭，中學時即熱衷參加政治活動。1903年，加入俄國社會民主工黨，之後在俄國各地活動。1906年被迫流亡，先搬到德國柏林，之後被逐，轉至維也納。於1908年至1912年於維也納學習醫學，同時與托洛茨基一同編輯《真理報》。1912年，29歲時返回俄國，但馬上被捕並被流放到西伯利亞。

### 布爾什維克
1917年二月革命後，回歐洲，於第六屆布爾什維克大會被選為中央委員，與托洛茨基合編《前進報》。同年開始軍事領導工作。十月革命後，從事外交工作，為外交部副部長，領導參與對德國的停火談判。1918年4月至12月任苏俄驻德国全权代表，签署布列斯特-立陶夫斯克条约补充条约，偿还德国60亿马克。在柏林使馆期间，越飛积极招待斯巴达克同盟和其他德国左派，资助德国独立社会民主党人士并公开试图推翻德意志帝国政权。越飞通过外交邮袋向德国运输武器。
1922年7月，越飛被任為苏联駐華全權代表。1922年8月，越飞抵達北京後，与當時中華民國北洋政府谈判，对手为剛上任不久的外交总长顾维钧。越飞想先达成建交目的，顾维钧仍要求苏联先把红军从外蒙撤退，然而谈判因此沒有結果。之後，越飛又致函當時駐在洛阳且军事实力最强的吴佩孚将军，希望建立合作关系，但是吴佩孚拒绝了苏联人的游说。然後，越飛又前往上海，與孫中山會面且發表“孫文越飛聯合宣言”。在宣言中明确提及苏维埃制度不引用至中国，苏联保证不策动外蒙古独立的情况下，孙中山同意苏军暫時留驻外蒙，率中國國民黨開展了與蘇聯及共產黨的合作關係。同年，越飛再赴日本、英國等地從事外交活動。1926年返回俄羅斯。

### 自殺
1927年全联盟共产党（布尔什维克）第十五次代表大会后，托洛茨基被史達林開除出蘇聯共產黨，此外越飞在日本期间患有周边神经病变要求出国治病未得到斯大林的同意，1927年11月16日，越飛在莫斯科的醫院內自殺，留下10页遗書，声称“热月已经开始”。11月19日，越飞下葬，齐切林、李维诺夫和加拉罕以及托洛茨基、季诺维也夫、拉舍维奇陪同出殡队伍前往新圣女公墓并出席了葬礼。托洛茨基在葬礼上发表简短演说，这是他在苏联最后一次公开发言，最后，葬礼上的集会被驱散，托洛茨基当晚被李可夫免去了最后的职务。

## 註腳
1. ↑  根據《世界人名翻譯大辭典》p.1405，只有此人譯「越飛」，其他以“Иоффе”為名的人一律譯「若費」
2. ↑  Stephen Kotkin. . New York: Penguin Press. : 272.